# Srdce nehasnou
„Srdce nehasnou“ je singl Karla a Charlotte Elly Gottových. Singl byl zveřejněn 2. května 2019 ve 20:00 SEČ na platformě YouTube. Hudbu napsal Richard Krajčo a na textu s ním spolupracoval Petr Harazin. Musicserver.cz ohodnotil píseň 8 body z 10. Píseň je součástí komplexů 80/80 Největší hity 1964–2019 a Box Singly / 300 písní z let 1962–2019. Singl vydalo vydavatelství Supraphon.

## Vznik písně
Na jaře roku 2019 oslovili Karel a Ivana Gottovi hudebníka Richarda Krajča s přáním napsání společného duetu pro Karla Gotta a jeho dceru Charlotte Ellu. V této době již Karel Gott věděl o své smrtelné nemoci a prosil Richarda Krajča, aby napsal píseň s myšlenkou, že se bude jednat o jeho poslední píseň. Krajčo hotovou píseň přinesl na konci února Gottovým a Karel Gott byl s písní nadmíru spokojen.

## Kredity

### Píseň
Na písni se podílel Lukáš Chromek (kytary a basa), Richard Krajčo (akustická kytara), Roman Vícha (bicí), Jan Steinsdörfer (klávesy, smyčcové aranžmá) a smyčcový Unique Quartet. Píseň nazpíval Karel Gott se svou dcerou Charlotte Ellou Gottovou.

### Videoklip
- Janek Cingroš – režie
- Ondřej Rybár – kamera
- Jakub Svoboda – produkce a střih
- Markéta Šanderová – produkce
- FILMZLICINKOMPANY – obrazová postprodukce
- Jaroslav Zderadička, Daniel Horník – produkce